# Scissurella reticulata
Scissurella reticulata is een slakkensoort uit de familie van de Scissurellidae. De wetenschappelijke naam van de soort is voor het eerst geldig gepubliceerd in 1853 door Philippi.